# ال کورته اینگلس

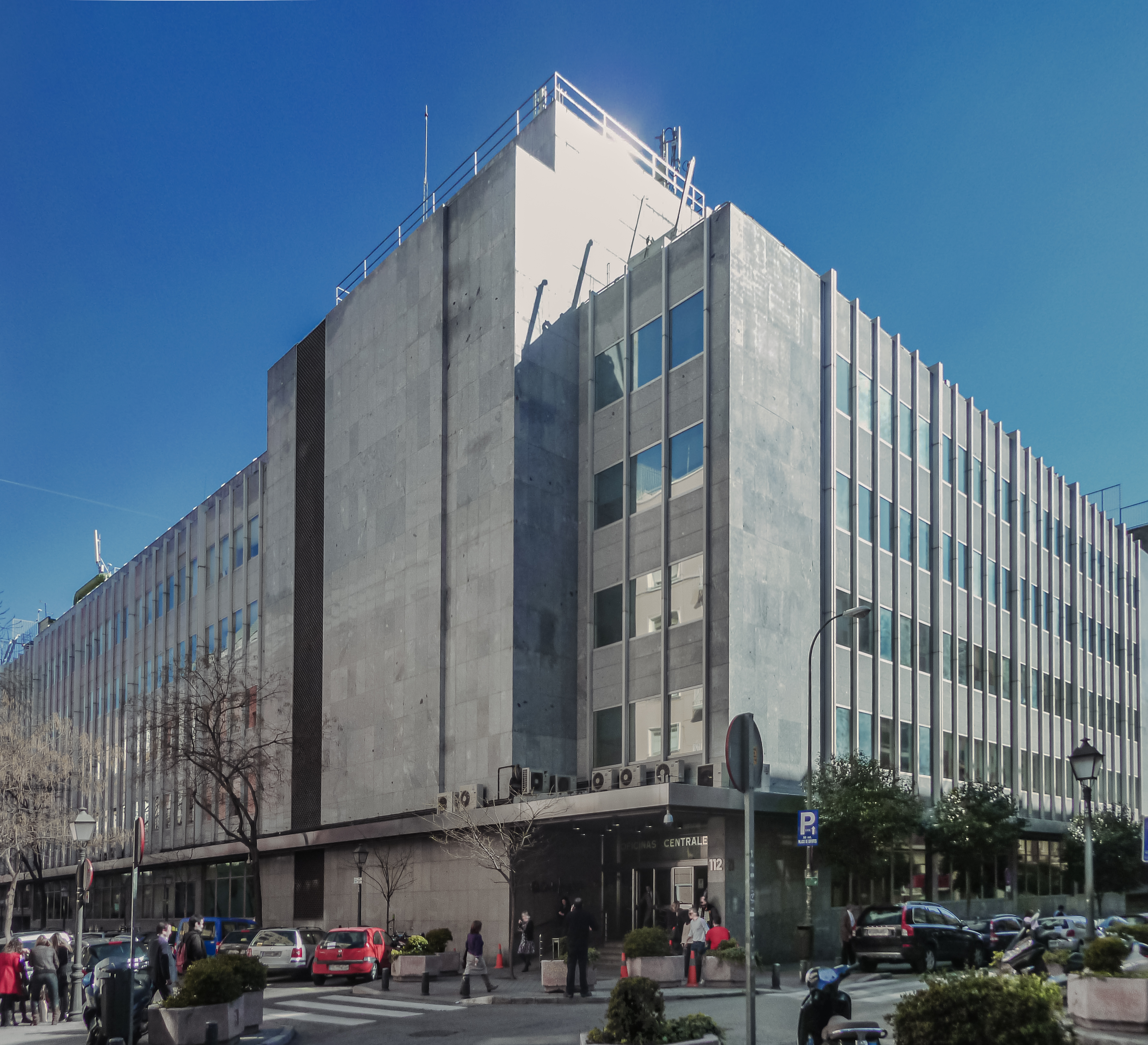
ساختمان مرکزی ال کورته اینگلس، در مادرید

ال کورته اینگلس (به اسپانیایی: El Corte Inglés) شرکت خرده‌فروشی اسپانیایی است، که مالک بزرگترین شبکه فروشگاه‌های زنجیره‌ای در اروپا می‌باشد. این شرکت همچنین به‌عنوان چهارمین شرکت بزرگ خرده‌فروشی جهان، محسوب می‌شود.
دفتر مرکزی شرکت ال کورته اینگلس در شهر مادرید قرار دارد و شبکه فروشگاه‌های زنجیره‌ای آن، انواع فروشگاه‌ها، سوپرمارکت‌ها و هایپرمارکت‌ها را، در خود جای داده است.

## نگارخانه

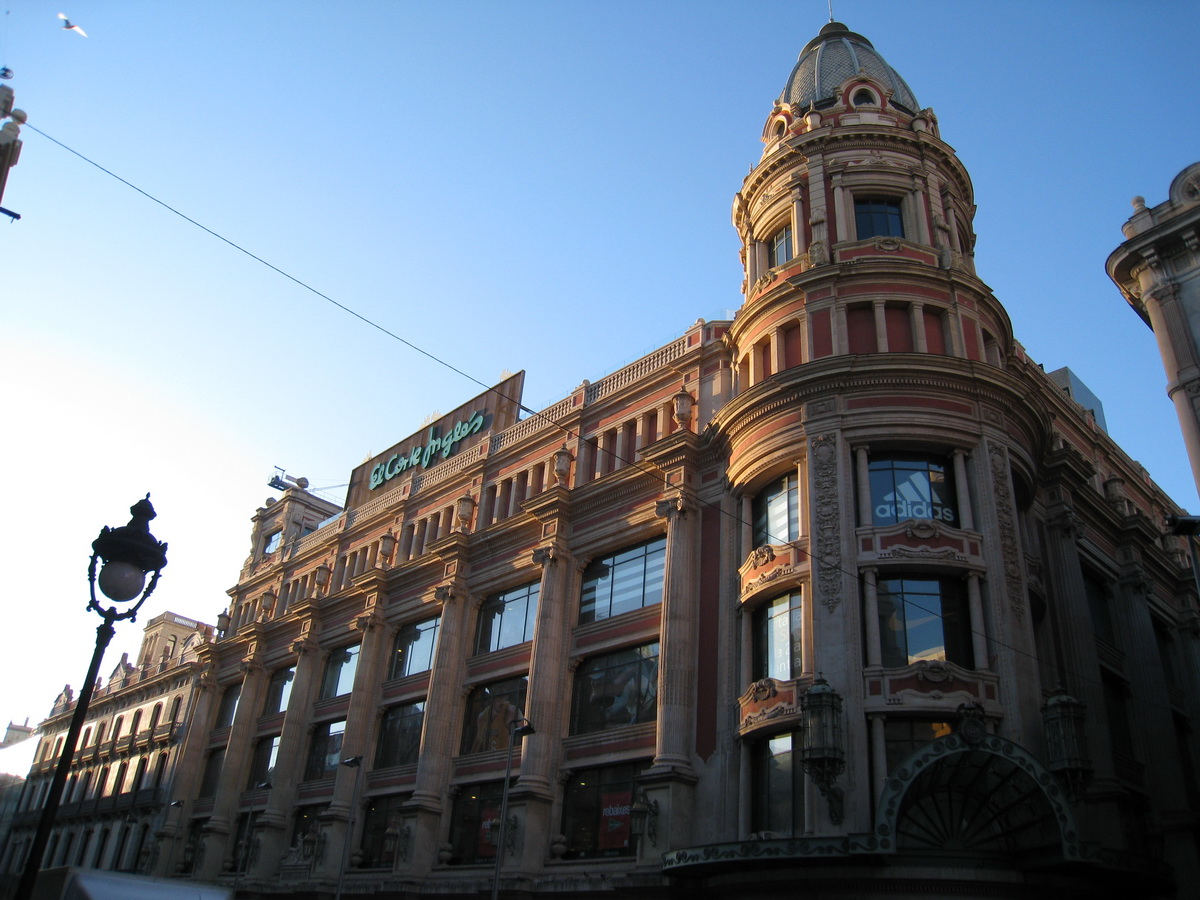
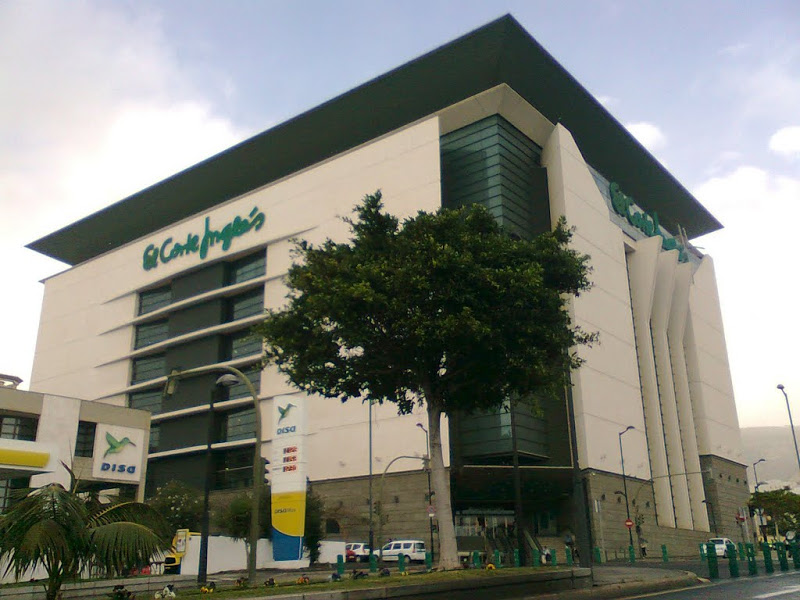
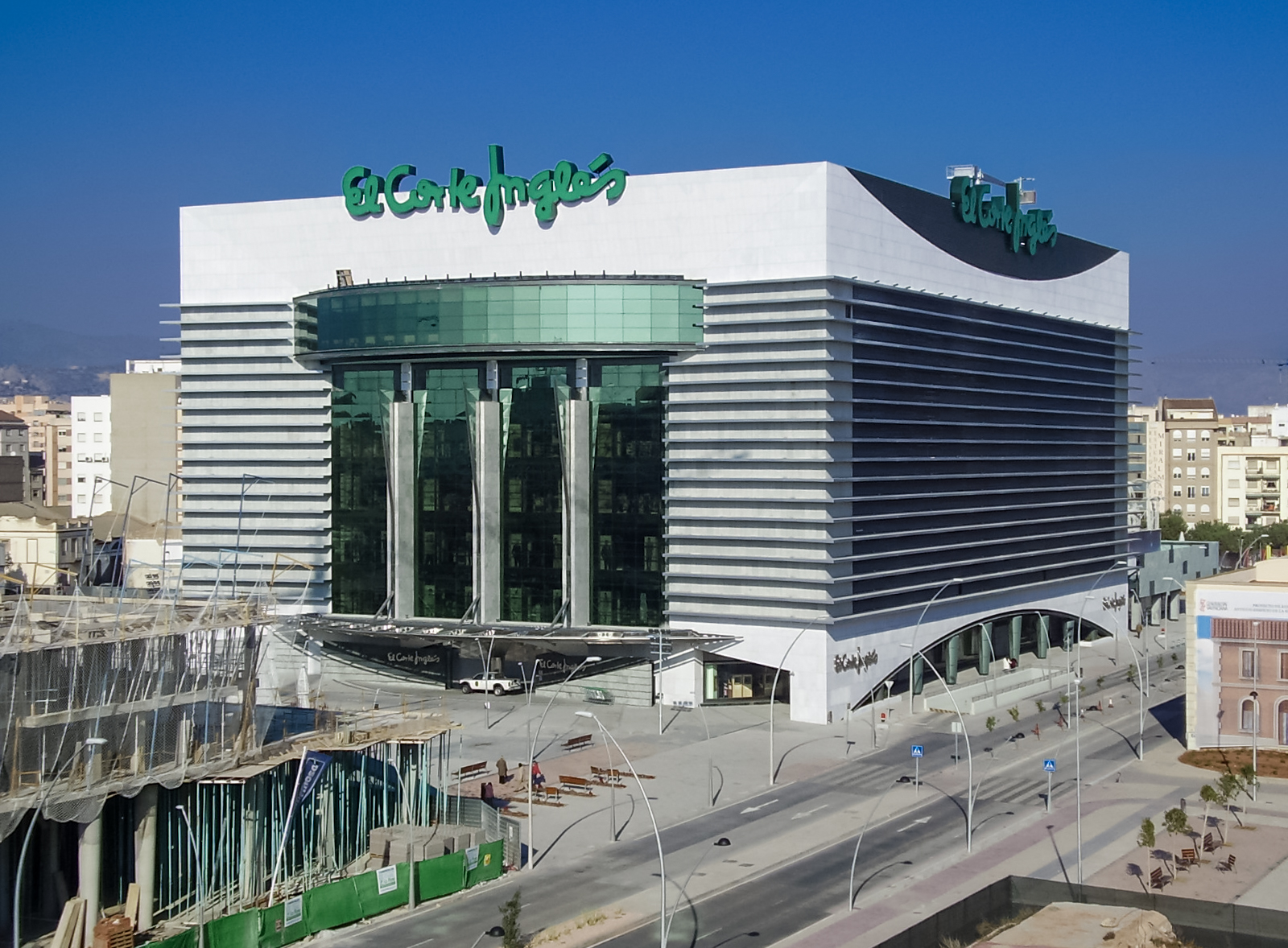
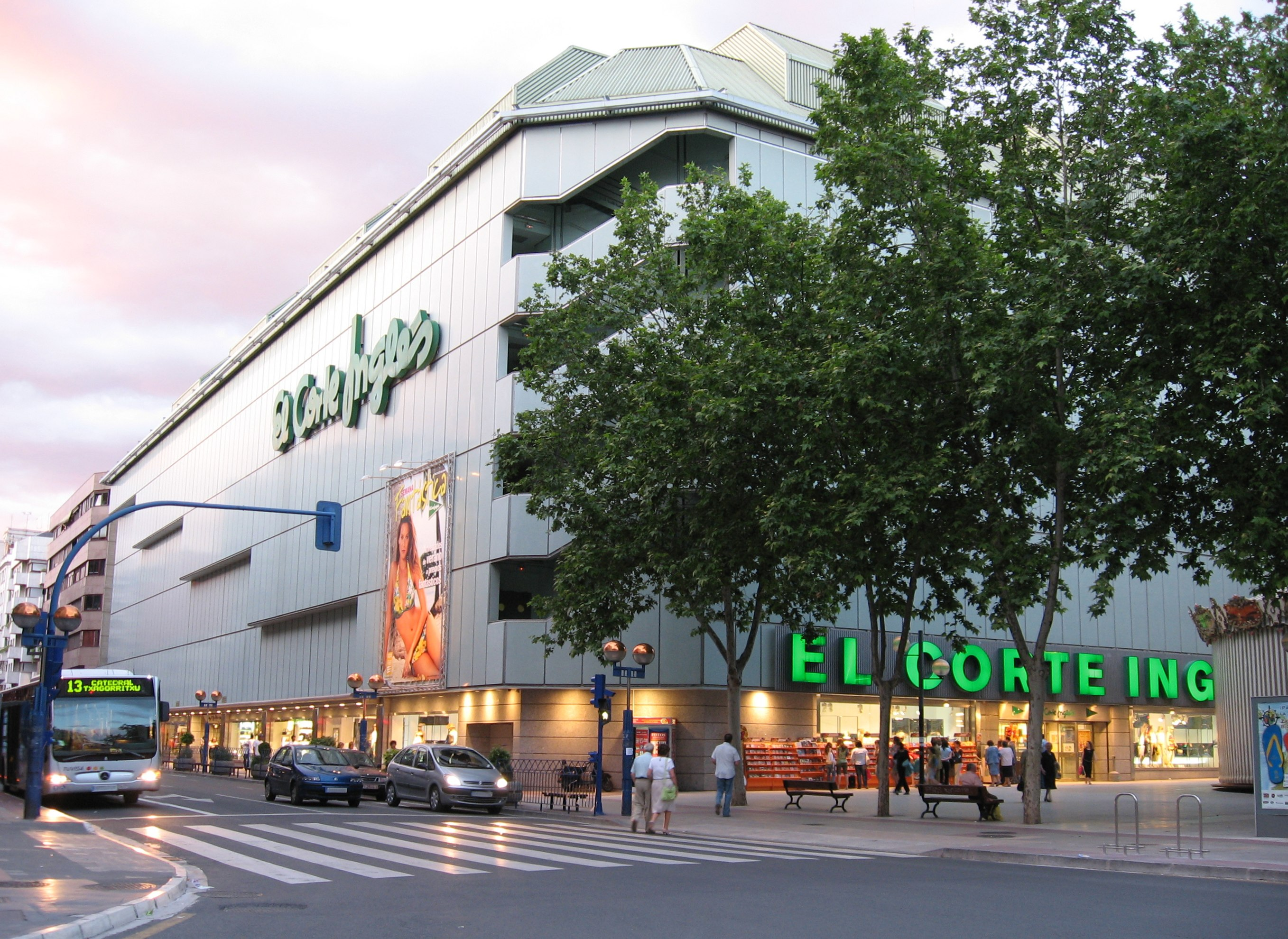
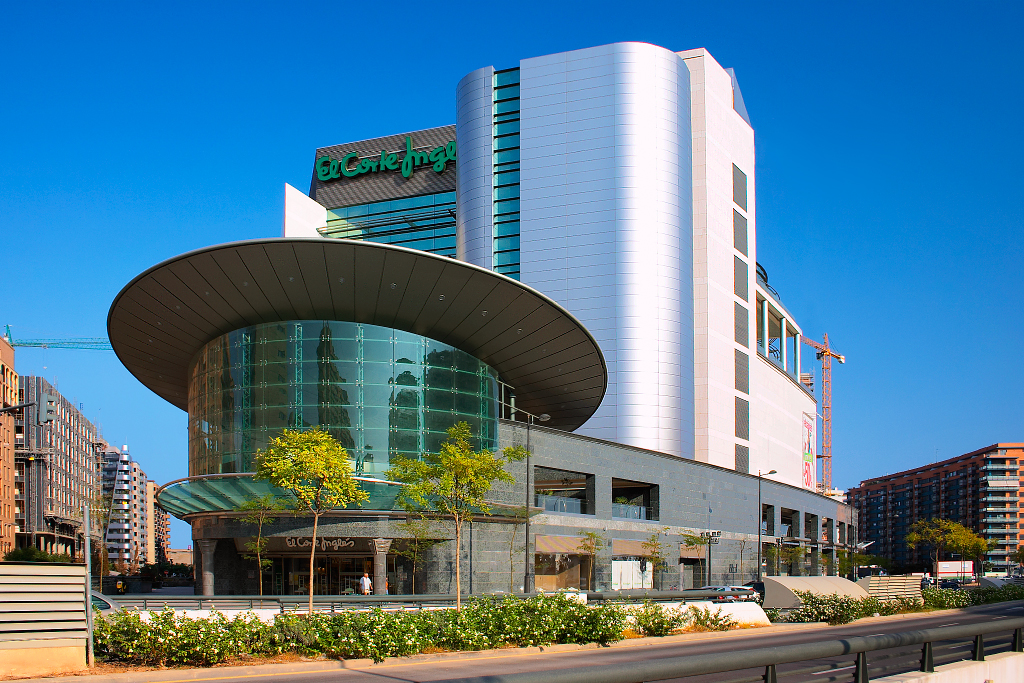
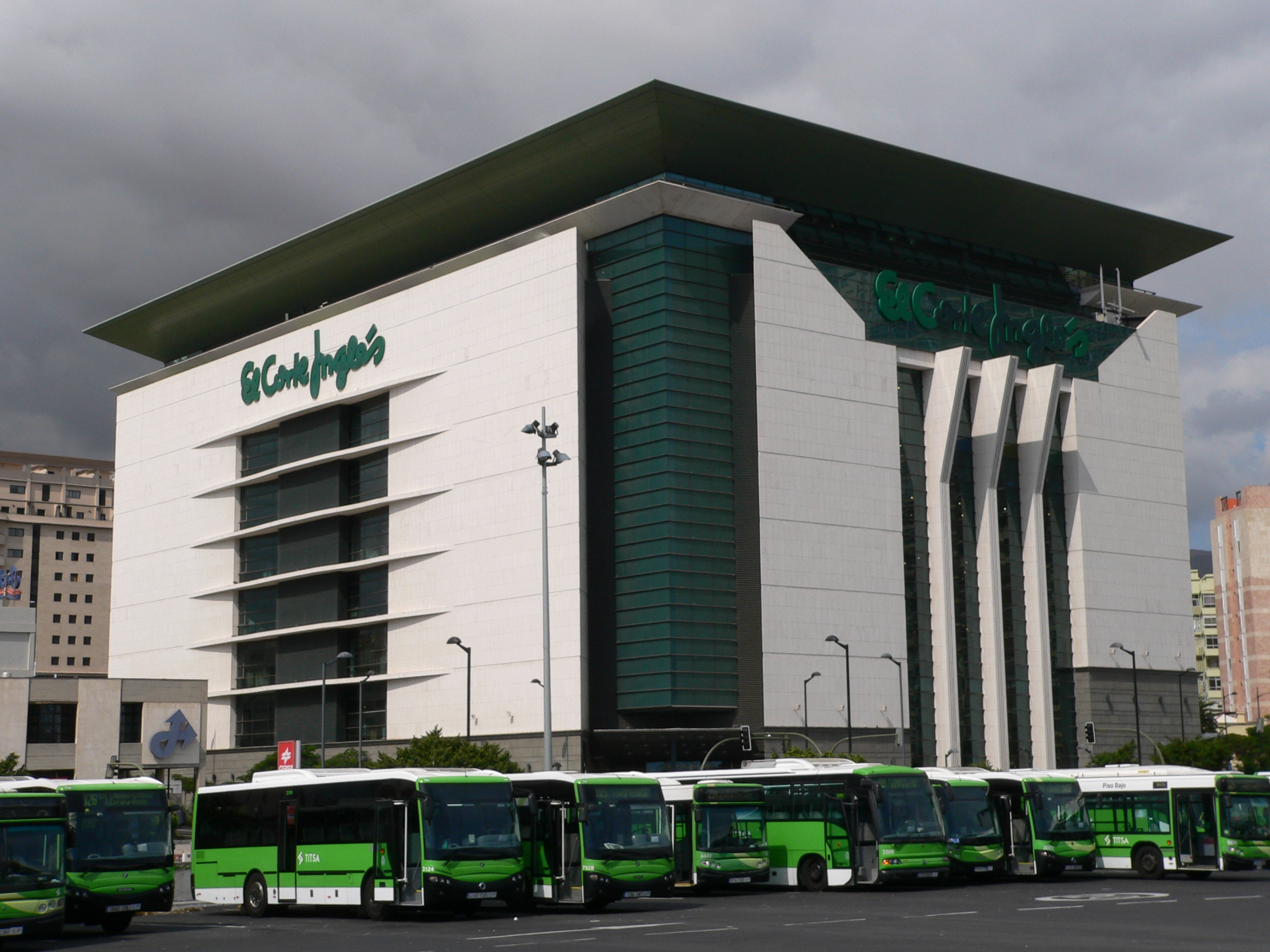
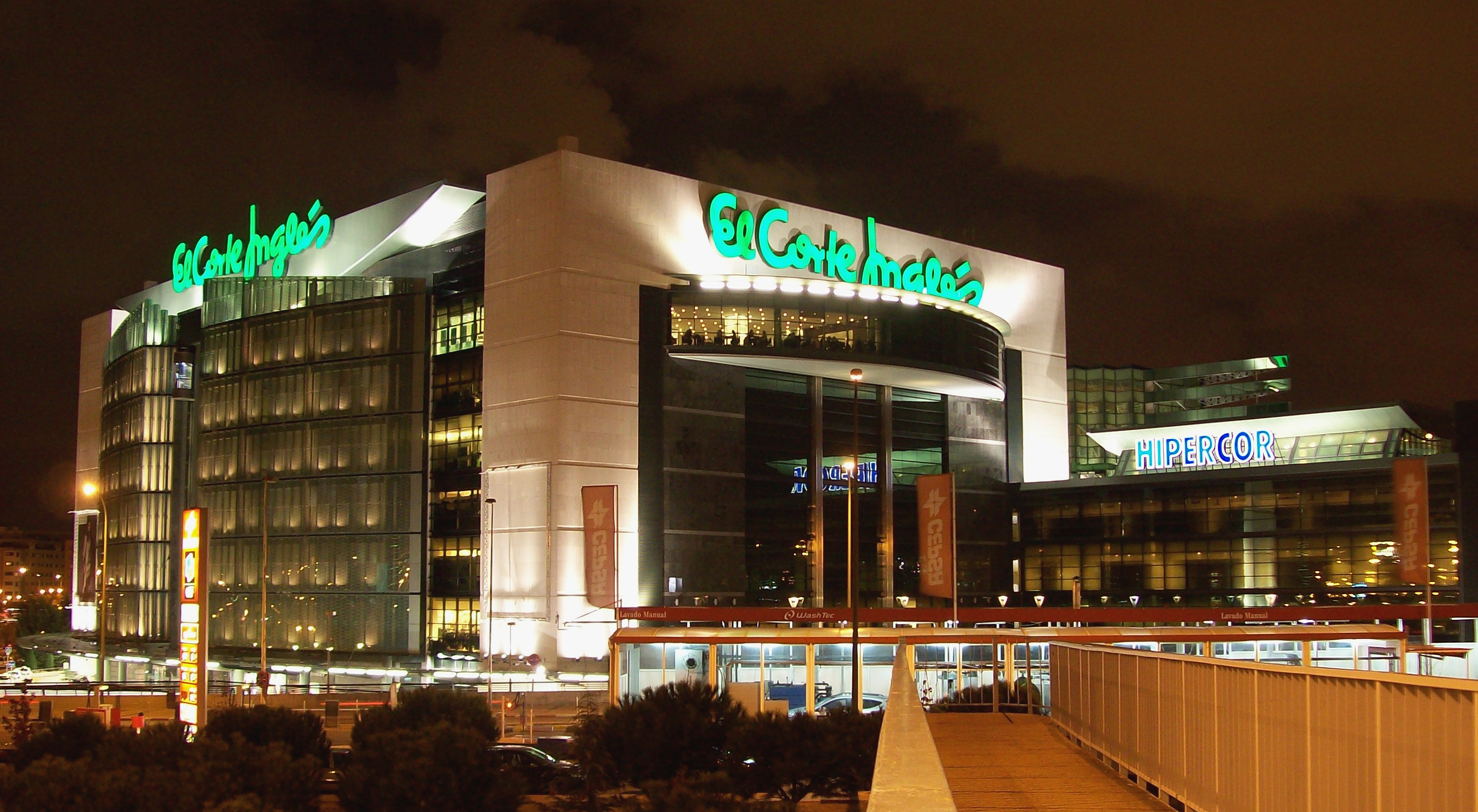
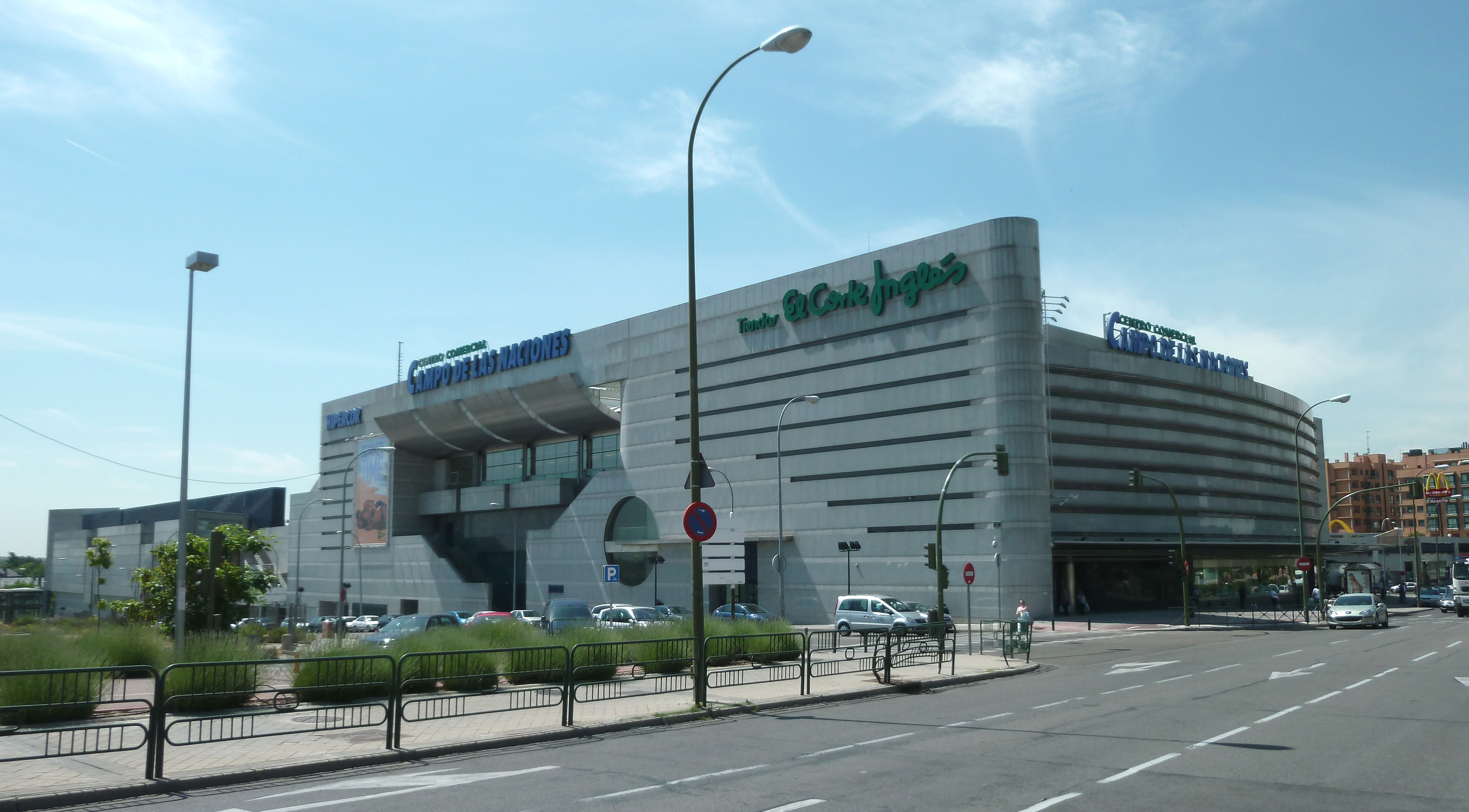
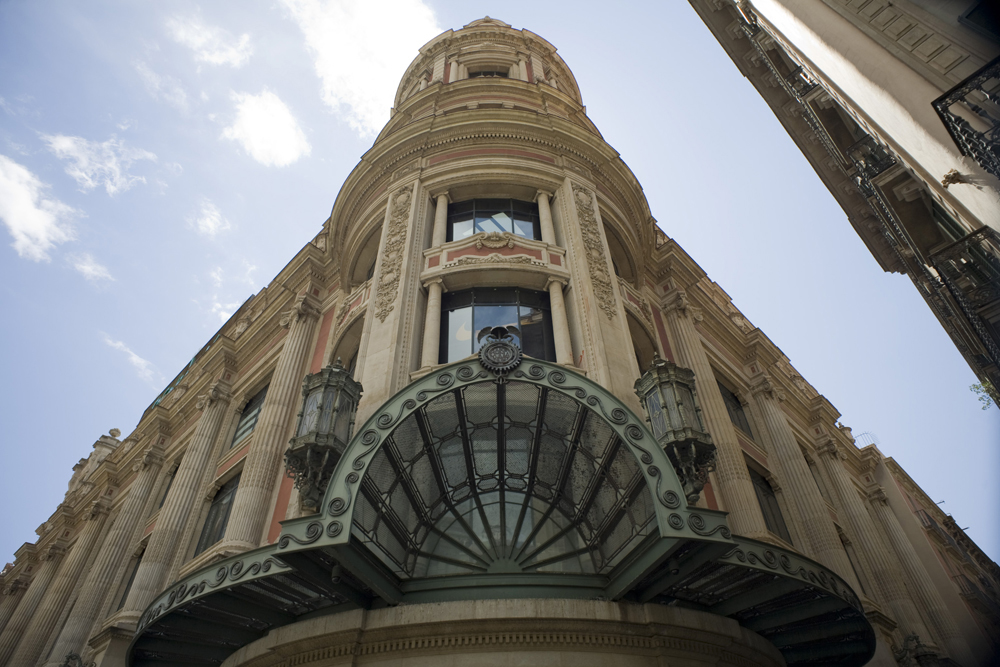
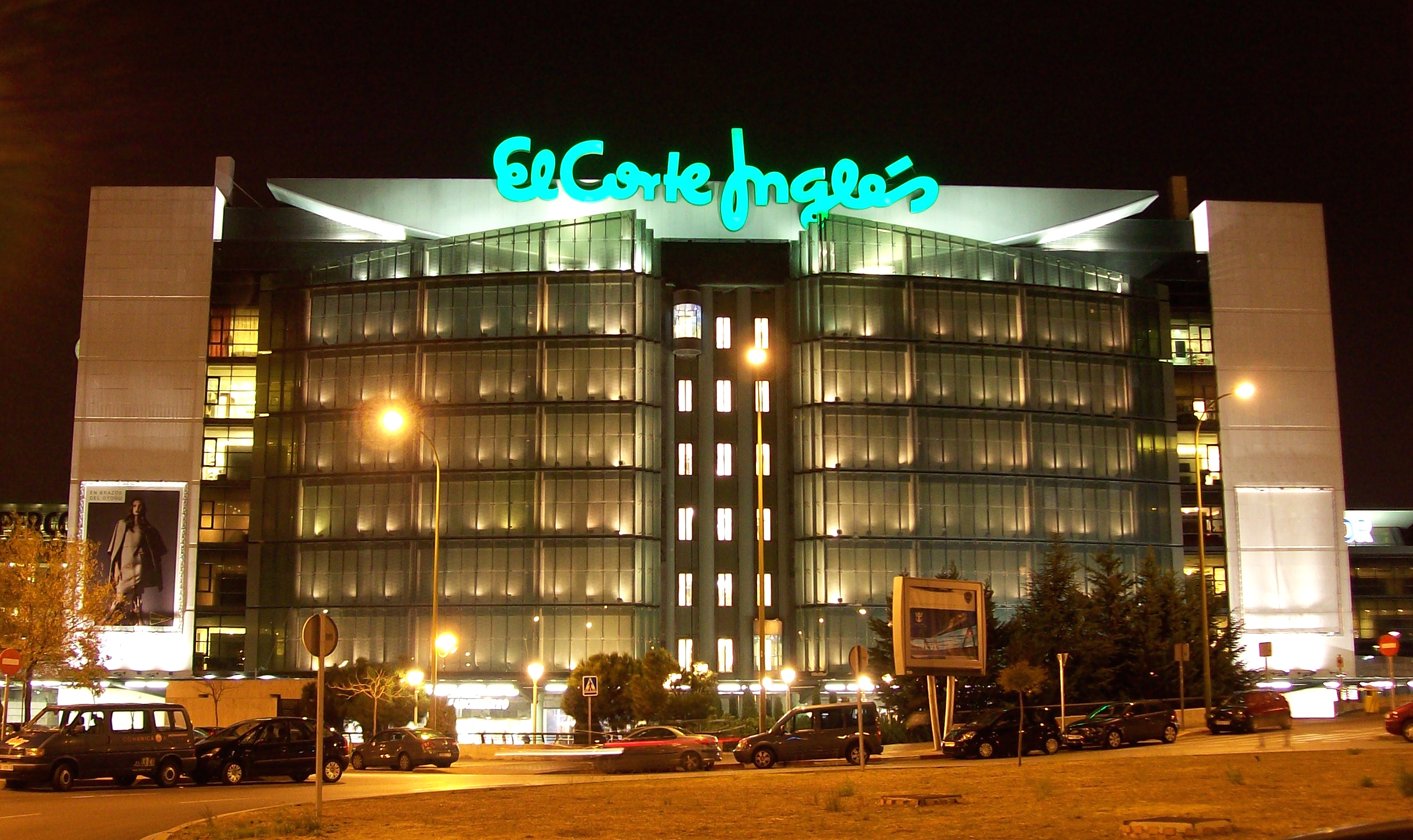
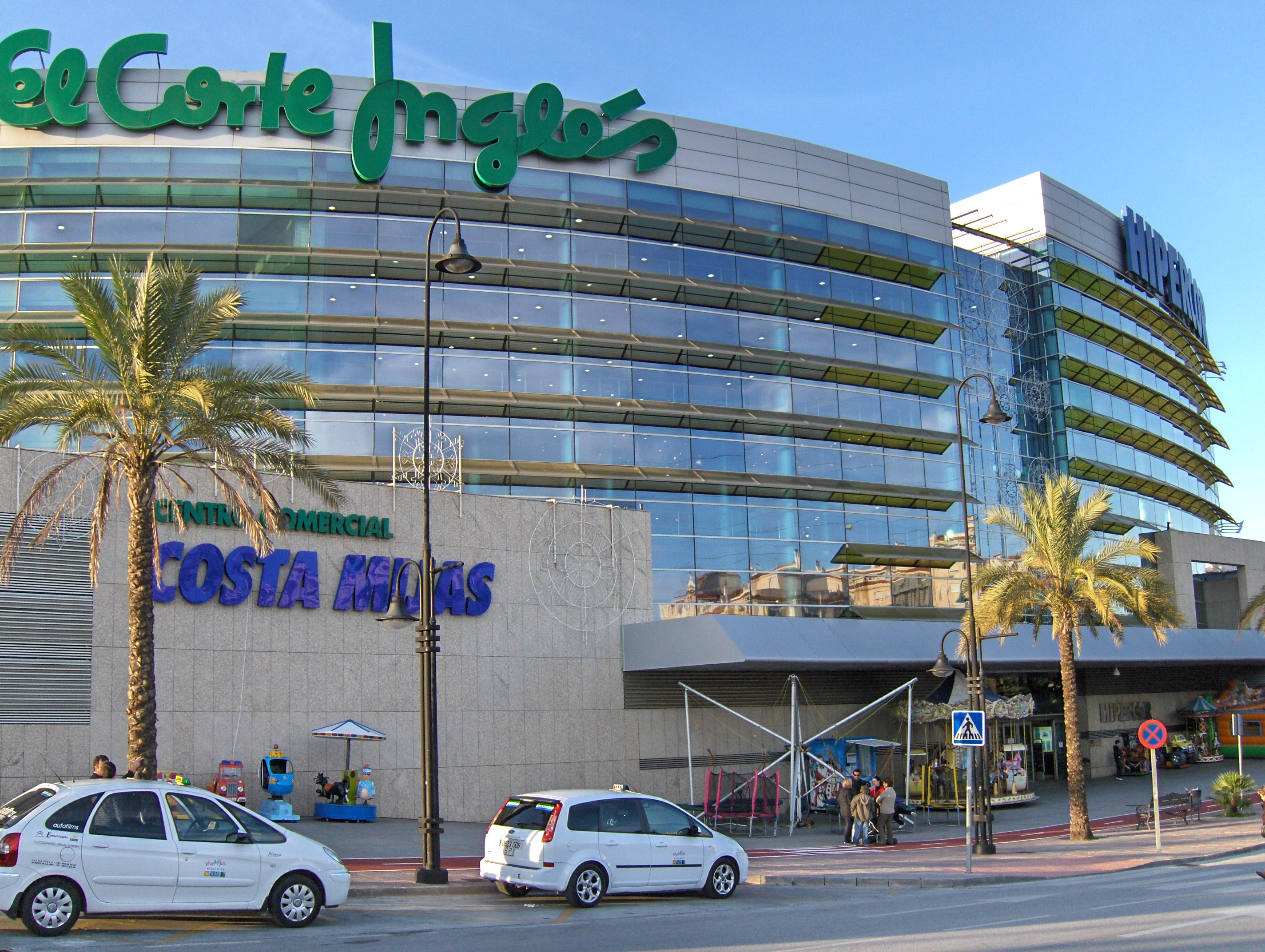
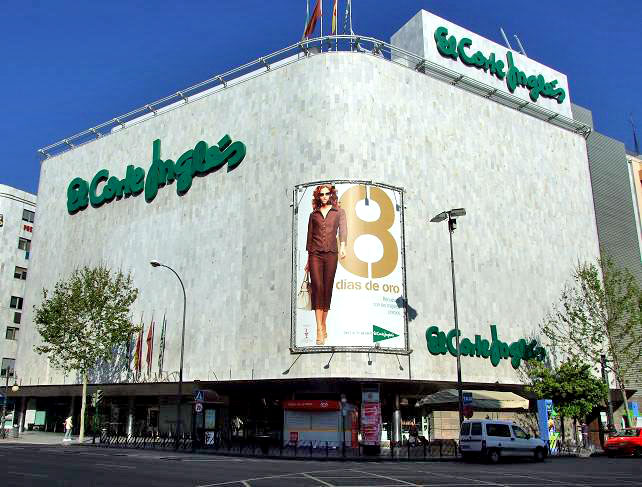